# La Virée (groupe)

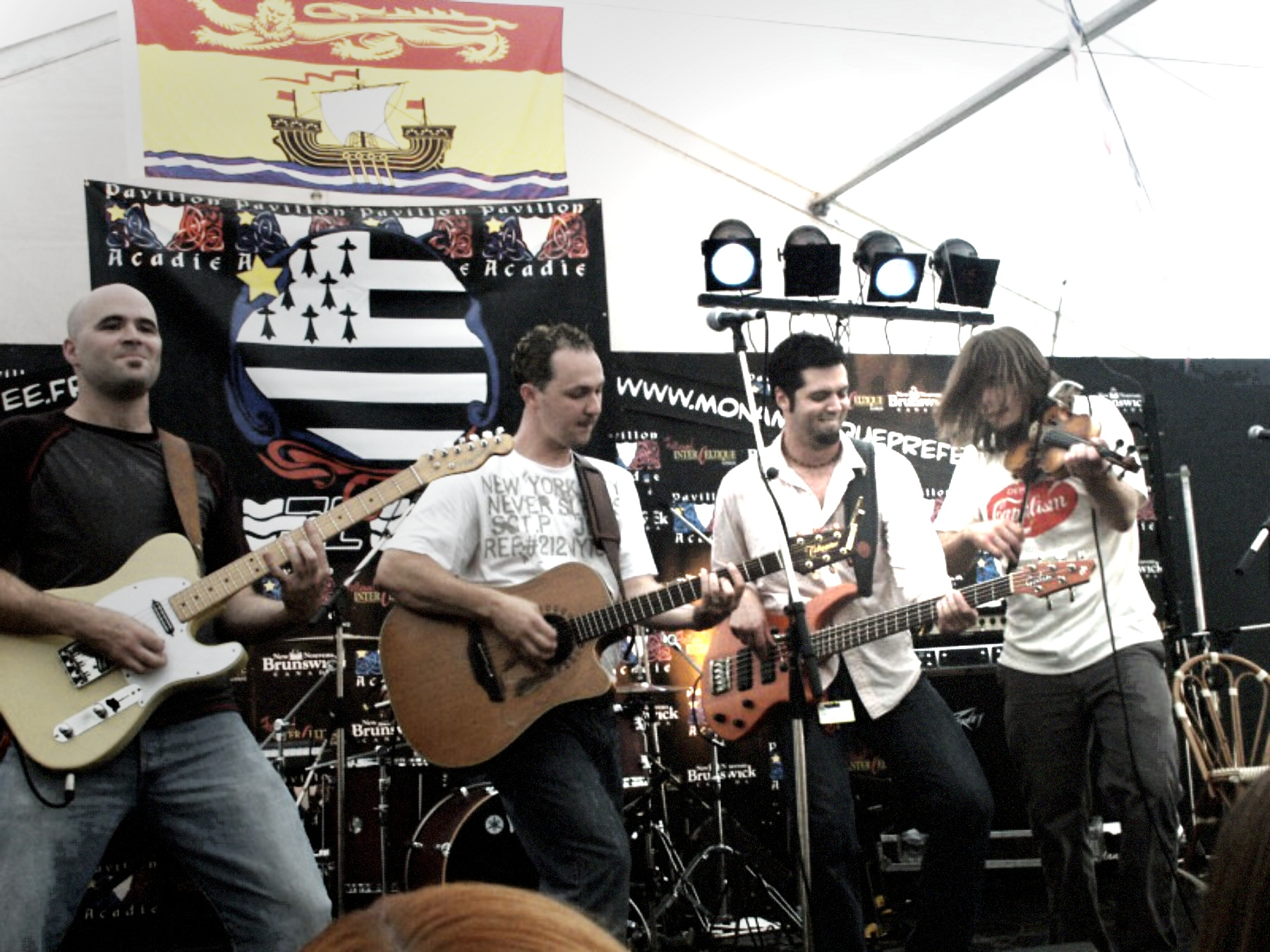
La Virée au Festival interceltique de Lorient.

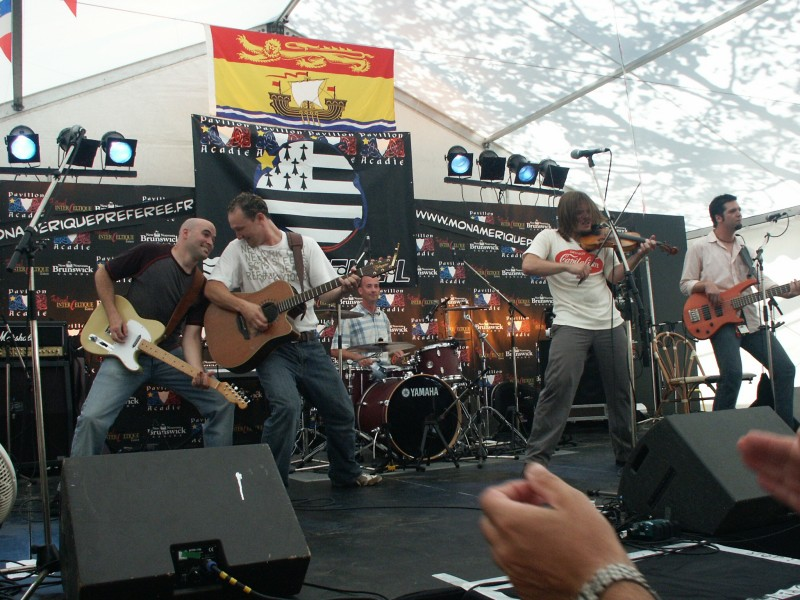

La Virée est un groupe acadien du Nouveau-Brunswick de musique folk.

## Historique
Fondé en 2001, le groupe acadien La Virée nous fait renouer avec une musique folk rythmée et dansante, une bonne humeur fort communicative. La Virée a souvent participé au Festival interceltique de Lorient.

## Musiciens
- Eric Haché : voix principale, guitare[1]
- Steven Haché : guitare basse, chant[1]
- Christine Melanson : violon, voix[1]
- Glen Deveau : percussions
- Denis Surette : guitare, chant[1]

## Albums
- 2005 : « L'ordre du bon temps »
- 2007 : « 1,2,3, go! »
- 2012 : « Bayous d’Acadie »
- 2016 : « 4 »